# Bernard Comment
 (novembre 2020).
Pour les articles homonymes, voir Comment.
Bernard Comment, né le 20 avril 1960 à Porrentruy, est un écrivain suisse.  

## Biographie
Fils du peintre Jean-François Comment, il s'est formé à Genève chez Jean Starobinski. En 1986, il s'installe en Toscane où pendant quatre ans il enseigne à l'Université de Pise et travaille comme chroniqueur sportif. Dans les années 1980, Bernard Comment est secrétaire de la Fédération suisse des joueurs de football. Il donne des cours de français aux techniciens en micro-technique à Genève, avant de passer trois ans comme chercheur à Paris à l'École des hautes études en sciences sociales. Établi à Paris, il publie son premier roman en 1990. De 1993 à 1994, il bénéficie d'un séjour d'un an à la Villa Médicis, séjour qui lui inspire un pamphlet contre ce type de pension d'État.  
Il co-écrit avec Alain Tanner le scénario des films Fourbi (1996), Requiem (1998) Jonas et Lila, à demain (1999), Paul s'en va (2004), et conçoit, en 1998, avec Bertrand Theubet, réalisateur à la TSR, Le pied dans la fourmilière, inspiré d'une de ses nouvelles.
Il a traduit en français plusieurs livres d'Antonio Tabucchi, dont Pereira prétend en 1995, Tristano meurt en 2004.
De 1999 à 2004, il dirige la fiction à France Culture. 
En 2005, il prend la succession de Denis Roche comme directeur de la collection « Fiction & Cie » des éditions du Seuil.
De 2005 à 2008, il préside la « Commission Roman » du Centre national du livre.
En 2010, il édite, avec Stanley Buchthal, des Fragments, regroupant les écrits intimes, poèmes et lettres de Marilyn Monroe.
D'octobre 2011 à fin 2015, il a été conseiller de programmes à Arte.
De 2012 à 2019, il a présidé la Maison de la Poésie à Paris.
Le fonds d'archives de Bernard Comment se trouve aux Archives littéraires suisses à Berne.

## Distinctions et prix
- 2010 :  Officier de l'ordre des Arts et des Lettres[3]

## Collaborations
- Herbert Huncke (trad. de l'anglais par Héloïse Esquié, préf. William S. Burroughs et Bernard Comment), Coupable de tout [« The Herbert Huncke Reader »], Paris, Éditions du Seuil, coll. « Fiction & Cie », 2009, 480 p. (ISBN 978-2-02-099007-3).

## Sources
- Notices d'autorité :   - VIAF
  - ISNI
  - BnF (données)
  - IdRef
  - LCCN
  - GND
  - Japon
  - Belgique
  - Pays-Bas
  - Pologne
  - Israël
  - NUKAT
  - Suède
  - Vatican
  - Norvège
  - Tchéquie
  - Lettonie
  - WorldCat
- Ressources relatives aux beaux-arts :   - Artists of the World Online
  - Delarge
- Publications de Bernard Comment dans le catalogue Helveticat de la Bibliothèque nationale suisse
- RERO, Notices d'œuvres de Bernard Comment
- Bernard Comment dans Viceversa Littérature.
- Bibliomedia - Bernard Comment